# Erik Axl Sund

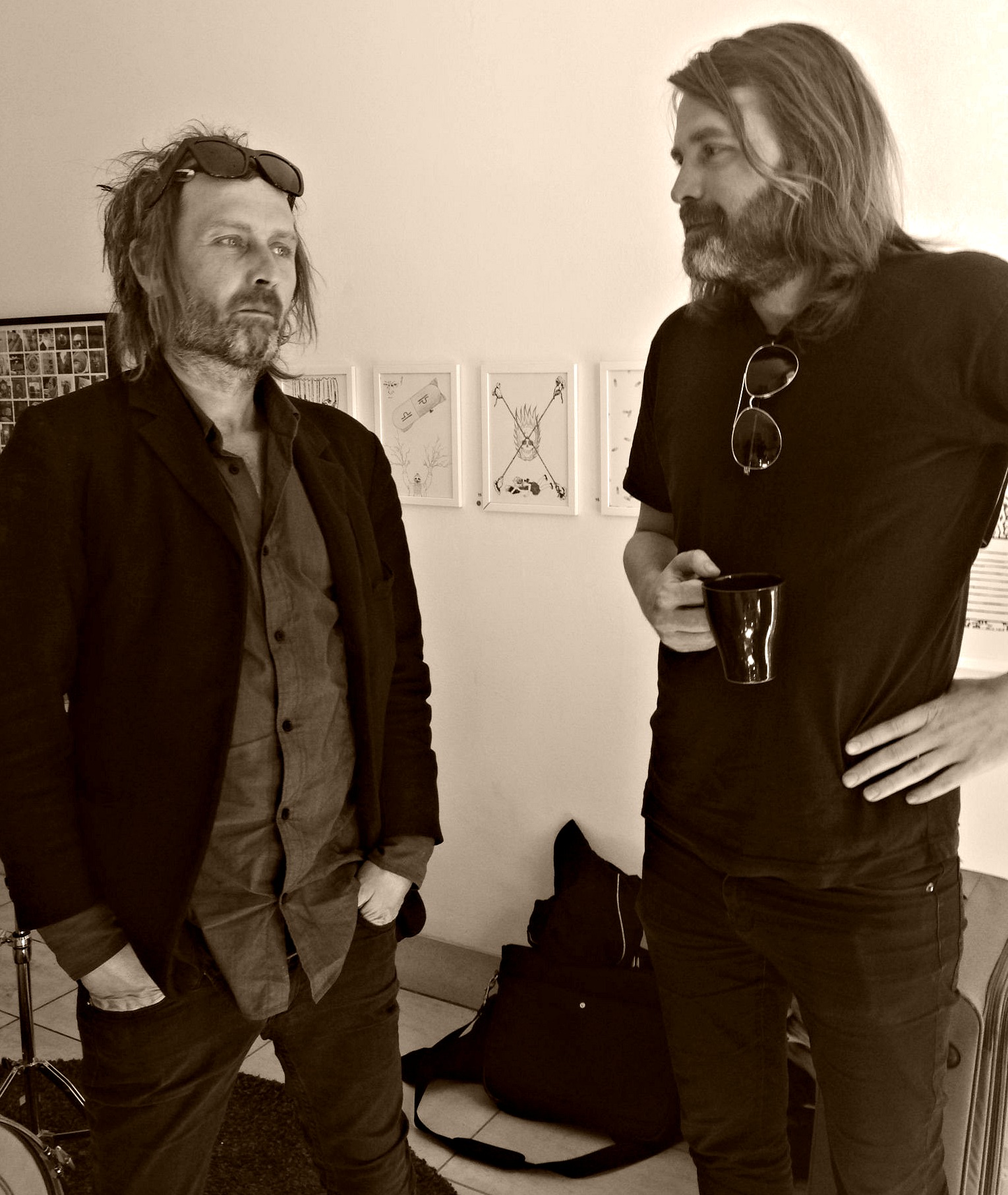
Erik Axl Sund, 2014 (Pressebild)

Erik Axl Sund ist das Pseudonym eines schwedischen Romanautorenduos, bestehend aus Jerker Eriksson und Håkan Axlander Sundquist.
Nach eigenen Angaben schreiben Jerker Eriksson und Håkan Axlander Sundquist gemeinsam an den Romanen, nachdem sie sich auf eine Story geeinigt haben. Die einzelnen Kapitel werden ausgetauscht und dann vom jeweils anderen ergänzt, korrigiert und umgeschrieben.

## Veröffentlichungen

### Victoria-Bergman-Trilogie
Unter dem Namen Erik Axl Sund veröffentlichten die beiden Autoren von 2010 bis 2012 die Victoria-Bergman-Trilogie, bestehend aus den Büchern Kråkflickan (Krähenmädchen), Hungerelden (Narbenkind) und Pythians anvisningar (Schattenschrei). 2012 wurden sie für diese Krimireihe mit dem Spezialpreis (Specialpris) der Schwedischen Krimiakademie ausgezeichnet.
Die Bücher wurden international übersetzt und auch in Deutschland, wo sie 2014 im Abstand von wenigen Monaten vom Goldmann Verlag veröffentlicht wurden, zu Bestsellern. Die deutsche Übersetzung des ersten Bandes Krähenmädchen stieg direkt nach seinem Erscheinen in die Top 10 der Bestsellerliste des Spiegels in der Kategorie Paperback/Belletristik und stieg am 11. August 2014 auf den Rang 2, wo er mehrere Wochen verblieb. Narbenkind stieg am 29. September 2014 sogar nach wenigen Wochen auf den Rang 1 der Liste und Schattenschrei stieg am 24. November 2014 nach Erscheinen direkt auf der Spitzenposition ein. Alle drei Bände blieben mehrere Wochen in den Top 10 der Liste. Die Victoria-Bergman-Trilogie ist auch als Hörbuch verfügbar.

### Melancholie / Kronoberg-Trilogie
2014 wurde in Schweden der erste Teil ihrer neuen Trilogie, der Melancholie-Trilogie (auch Kronoberg-Trilogie), mit dem Titel Glaskroppar veröffentlicht. Am 8. September 2015 erschien das Buch unter dem deutschen Titel Scherbenseele in einer Übersetzung von Nike Karen Müller ebenfalls beim Goldmann Verlag. 2019 erschien mit Gra Melankoli der zweite Teil der Trilogie, die deutsche Übersetzung wurde 2020 unter dem Titel Puppentod veröffentlicht.

## Veröffentlichungen
- Kråkflickan (Victoria Bergmans svaghet, #1), Stockholm 2010. ISBN 978-91-85785-47-6.
  - deutsch: Krähenmädchen (Übersetzung aus dem Schwedischen von Wibke Kuhn) Goldmann-Verlag 2014. ISBN 978-3-442-48117-0.
- Hungerelden (Victoria Bergmans svaghet, #2), Stockholm 2011. ISBN 978-91-85785-54-4.
  - deutsch: Narbenkind (Übersetzung aus dem Schwedischen von Wibke Kuhn) Goldmann-Verlag 2014. ISBN 978-3-442-48118-7.
- Pythians anvisningar: ["mord och psykoterapi"] (Victoria Bergmans svaghet, #3), Stockholm 2012. ISBN 978-91-85785-57-5.
  - deutsch: Schattenschrei (Übersetzung aus dem Schwedischen von Wibke Kuhn) Goldmann-Verlag 2014. ISBN 978-3-442-48119-4.
- Glaskroppar (Melankolitrilogin, #1), Stockholm 2014. ISBN 978-91-7037-688-7.
  - deutsch: Scherbenseele (Übersetzung aus dem Schwedischen von Nike Karen Müller) Goldmann-Verlag 2015. ISBN 978-3-442-48333-4.
- Gra Melankoli (Melankolitrilogin, #2), Stockholm 2019. ISBN 978-91-7037-707-5.
  - deutsch: Puppentod (Übersetzung aus dem Schwedischen von Nike Karen Müller) Goldmann-Verlag 2020. ISBN 978-3-442-48334-1.

## Auszeichnungen
- Spezialpreis (Specialpris) der Schwedischen Krimiakademie 2012

## Belege
1. 1 2  Erik Axl Sund im Interview auf den Webseiten der Random House-Verlagsgruppe; abgerufen am 16. Januar 2015.
2. ↑  Autorenporträt beim Goldmann Verlag; abgerufen am 16. Januar 2015.
3. ↑  Krähenmädchen bei Buchreport.
4. ↑  Narbenkind bei Buchreport.
5. ↑  Schattenschrei bei Buchreport.
6. ↑  Glaskroppar beim Ordfront Förlag; abgerufen am 21. Oktober 2019.
7. ↑  Gra Melankoli beim Ordfront Förlag; abgerufen am 21. Oktober 2019.